# Кайса Мякяряйнен
Кайса Мякяряйнен (фін. Kaisa Mäkäräinen, 11 січня 1983) — фінська біатлоністка, чемпіонка і віце-чемпіонка світу 2011 року з біатлону, трьохразова бронзова призерка чемпіонатів світу, дворазова чемпіонка світу з літнього біатлону, перша фінська трьохразова володарка Великого кришталевого глобусу Кубка світу з біатлону. Чемпіонка Фінляндії з лижних гонок (2013, 2017).
Кайса бере участь у змаганнях із біатлону, починаючи з 2003 року. Особливо вдалим для неї став сезон 2010-11. В цьому сезоні Кайса здобула свою першу перемогу на етапах Кубка світу, а загалом за підсумками сезону в неї три перемоги, стала чемпіонкою світу в гонці переслідування на 10 км, здобула Великий кришталевий глобус переможниці Кубка світу в загальному заліку та Малий кришталевий глобус заліку гонок переслідування. Чемпіонка Фінляндії з лижних гонок. В 2012 році Кайса завоювала бронзову медаль в мас-старті на чемпіонаті світу в Рупольдінгу. Чемпіонат світу, що проходив у 2013 році в чеському Нове Место-на-Мораве, не приніс спортсменці жодної медалі. 26 лютого того ж року вона виступила на чемпіонаті світу з лижних видів спорту, у гонці на 10 км вільним стилем Кайса зайняла 14 місце.
Олімпіада в Сочі склалася для Мякяряйнен невдало: найвищий результат вона показала в мас-старті на 12,5 км, посівши 6 місце.
Свій другий Великий кришталевий глобус Кайса здобула в сезоні 2013–2014 років. Крім нього, вона також заволоділа малими глобусами за заліками спринтерських гонок та гонок переслідування.
На домашньому чемпіонаті світу 2015, що проходив в Контіолахті, Кайса виграла бронзову медаль в індивідуальній гонці, а також Малий кришталевий глобус в цій же дисципліні. Ще за підсумками сезону 2014/2015 спортсменка виграла Малий кришталевий глобус в заліку гонок переслідування.
У 2016 році виграла бронзову медаль на чемпіонаті світу в Гольменколлені. В 2017 році Гохфільцені, Кайса повторила своє минулорічне досягнення, вигравши бронзу в тій же самій дисципліні.
За підсумками сезону 2017/2018 втретє в кар'єрі виграла Великий кришталевий глобус.
У січні 2012 року за результатами голосування визнана найкращою спортсменкою 2011 року у Фінляндії.
14 березня 2020 року оголосила про завершення кар'єри біатлоністки.

## Стрільба Мякяряйнен

### За дисциплінами
У таблицю внесені всі гонки
| Сезон             | Всього      | Всього | Індивідуальна гонка | Індивідуальна гонка | Спринт    | Спринт | Гонка переслідування | Гонка переслідування | Мас-старт | Мас-старт | Естафета  | Естафета |
| ----------------- | ----------- | ------ | ------------------- | ------------------- | --------- | ------ | -------------------- | -------------------- | --------- | --------- | --------- | -------- |
| 2005/2006         | 208 / 261   | 79,7 % | 18 / 20             | 90 %                | 67 / 90   | 74,4 % | 83 / 100             | 83 %                 | 0 / 0     | — %       | 40 / 21   | 78,4 %   |
| 2006/2007         | 301 / 371   | 81,1 % | 54 / 60             | 90 %                | 65 / 80   | 81,3 % | 92 / 120             | 76,7 %               | 80 / 100  | 80 %      | 10 / 11   | 90,9 %   |
| 2007/2008         | 302 / 375   | 80,5 % | 45 / 60             | 75 %                | 74 / 90   | 82,2 % | 80 / 100             | 80 %                 | 83 / 100  | 83 %      | 20 / 25   | 80 %     |
| 2008/2009         | 350 / 427   | 82 %   | 48 / 60             | 80 %                | 72 / 90   | 80 %   | 116 / 140            | 82,9 %               | 84 / 100  | 84 %      | 30 / 37   | 81,1 %   |
| 2009/2010         | 306 / 381   | 80,3 % | 47 / 60             | 78,3 %              | 79 / 100  | 79 %   | 85 / 100             | 85 %                 | 65 / 80   | 81,3 %    | 30 / 41   | 73,2 %   |
| 2010/2011         | 369 / 433   | 85,2 % | 66 / 80             | 82,5 %              | 83 / 100  | 83 %   | 124 / 140            | 88,6 %               | 67 / 80   | 83,8 %    | 29 / 33   | 87,9 %   |
| 2011/2012         | 388 / 479   | 81 %   | 49 / 60             | 81,7 %              | 76 / 100  | 76 %   | 135 / 160            | 84,4 %               | 78 / 100  | 78 %      | 50 / 59   | 84,7 %   |
| 2012/2013         | 381 / 498   | 76,5 % | 51 / 60             | 85 %                | 73 / 100  | 73 %   | 120 / 160            | 75 %                 | 79 / 100  | 79 %      | 58 / 78   | 74,4 %   |
| 2013/2014         | 392 / 467   | 83,9 % | 49 / 60             | 81,7 %              | 79 / 100  | 79 %   | 155 / 180            | 86,1 %               | 69 / 80   | 86,3 %    | 40 / 47   | 85,1 %   |
| 2014/2015         | 371 / 445   | 83,4 % | 56 / 60             | 93,3 %              | 74 / 100  | 74 %   | 120 / 140            | 85,7 %               | 81 / 100  | 81 %      | 40 / 45   | 88,9 %   |
| Всього за кар'єру | 3368 / 4137 | 81,4 % | 483 / 580           | 83,3 %              | 742 / 950 | 78,1 % | 1110 / 1340          | 82,8 %               | 686 / 840 | 81,6 %    | 347 / 397 | 87,4 %   |

### По позиції
У таблицю включені тільки особисті гонки
| Сезон            | 2005/2006 | 2005/2006 | 2006/2007 | 2006/2007 | 2007/2008 | 2007/2008 | 2008/2009 | 2008/2009 | 2009/2010 | 2009/2010 | 2010/2011 | 2010/2011 | 2011/2012 | 2011/2012 | 2012/2013 | 2012/2013 | Всього за кар'єру | Всього за кар'єру |
| ---------------- | --------- | --------- | --------- | --------- | --------- | --------- | --------- | --------- | --------- | --------- | --------- | --------- | --------- | --------- | --------- | --------- | ----------------- | ----------------- |
| Положення лежачи | 111 / 130 | 85,4 %    | 154 / 180 | 85,6 %    | 148 / 175 | 84,6 %    | 165 / 195 | 84,6 %    | 140 / 170 | 82,3 %    | 183 / 210 | 87,1 %    | 164 / 210 | 78,1 %    | /         | %         | 1065 / 1270       | 83,9 %            |
| Положення стоячи | 93 / 130  | 71,5 %    | 137 / 180 | 76,1 %    | 134 / 175 | 76,6 %    | 155 / 195 | 79,5 %    | 136 / 170 | 80 %      | 171 / 210 | 81,4 %    | 170 / 210 | 81 %      | /         | %         | 996 / 1270        | 78,4 %            |
| Всього           | 204 / 260 | 78,5 %    | 291 / 360 | 80,8 %    | 282 / 350 | 80,6 %    | 320 / 390 | 82 %      | 276 / 340 | 81,1 %    | 354 / 420 | 84,3 %    | 334 / 420 | 79,5 %    | /         | %         | 2061 / 2540       | 81,4 %            |

## Успіхи в Кубку світу
У таблиці наведено статистику виступів біатлоніста в Кубку світу.
- Місця 1–3: кількість подіумів
- Чільна 10: кількість фінішів у першій десятці
- В очках: кількість виступів, на яких біатлоніст здобував очки
- Старти: кількість стартів
- Естафета: включно зі змішаною

| Місця                      | Індивід. | Спринт | Персьют | Мас-старт | Естафета | Разом |
| -------------------------- | -------- | ------ | ------- | --------- | -------- | ----- |
| 1                          | 1        | 1      | 3       |           |          | 5     |
| 2                          | 1        | 7      | 4       | 1         |          | 13    |
| 3                          |          | 5      | 4       | 3         |          | 12    |
| Чільна 10                  | 7        | 33     | 22      | 13        | 11       | 86    |
| В очках                    | 17       | 60     | 41      | 31        | 37       | 186   |
| Стартів                    | 24       | 77     | 51      | 34        | 37       | 223   |
| Станом на: 17 березня 2013 |          |        |         |           |          |       |

### Загальний залік Кубка світу
| Сезон     | Загальний | Індивідуальна | Спринт | Персьют | Мас-старт |
| --------- | --------- | ------------- | ------ | ------- | --------- |
| 2005/2006 | 62        | 53            | 63     | 63      | -         |
| 2006/2007 | 27        | 8             | 29     | 47      | 16        |
| 2007/2008 | 13        | 43            | 10     | 15      | 14        |
| 2008/2009 | 14        | 27            | 17     | 10      | 9         |
| 2009/2010 | 22        | 44            | 17     | 28      | 16        |
| 2010/2011 | 1         | 6             | 2      | 1       | 9         |
| 2011/2012 | 4         | 3             | 3      | 4       | 5         |
| 2012/2013 | 5         | 6             | 5      | 6       | 5         |
| 2013/2014 | 1         | 21            | 1      | 1       | 3         |
| 2014/2015 | 2         | 1             | 2      | 1       | 5         |

## Олімпійські ігри
| Рік та місце проведення | Індивідуальна | Спринт | Персьют | Мас-старт | Естафета |
| ----------------------- | ------------- | ------ | ------- | --------- | -------- |
| 2010 Ванкувер           | 46            | 59     | 45      | -         | -        |
| 2014 Сочі               | 9             | 30     | 16      | 6         | -        |

### Чемпіонати світу
| Рік та місце проведення   | Індивідуальна | Спринт | Персьют | Мас-старт | Естафета | Змішана естафета |
| ------------------------- | ------------- | ------ | ------- | --------- | -------- | ---------------- |
| 2005 Гохфільцен           | 49            | 73     | —       | —         | 18       | —                |
| 2006 Поклюка              | —             | —      | —       | —         | —        | 19               |
| 2007 Антгольц-Антерсельва | 8             | 27     | 25      | 7         | 12       | 16               |
| 2008 Естерсунд            | 31            | 55     | DNS     | 15        | 15       | 10               |
| 2009 Пхьончхан            | 30            | 23     | 4       | 17        | —        | 6                |
| 2010 Ханти-Мансійськ      | —             | —      | —       | —         | —        | 18               |
| 2011 Ханти-Мансійськ      | 28            | Срібло | Золото  | 6         | 11       | 9                |
| 2012 Рупольдінг           | 28            | 27     | 20      | Бронза    | 18       | 16               |
| 2013 Нове-Место           | 8             | 9      | 10      | 17        | 21       | 19               |
| 2015 Контіолахті          | Бронза        | 35     | 12      | 15        | 17       | 9                |
| 2016 Холменколлен         | 19            | 9      | 7       | Бронза    | 17       | 18               |

## Перемоги та призові місця на етапах Кубка світу

### Перемоги
| №пп | Дата            | Місце проведення     | Дисципліна         | Стрільба | Час      | Змагання                   |
| --- | --------------- | -------------------- | ------------------ | -------- | -------- | -------------------------- |
| 1   | 3 грудня 2010   | Естерсунд            | 7,5км Спринт       | 0+0      | 22:42.1  | Кубок світу з біатлону     |
| 2   | 5 грудня 2010   | Естерсунд            | 10км Персьют       | 0+0+0+0  | 31:57.1  | Кубок світу з біатлону     |
| 3   | 6 березня 2011  | Ханти-Мансійськ      | 10км Персьют       | 0+0+0+0  | 30:00.1  | Чемпіонат світу з біатлону |
| 4   | 11 січня 2012   | Нове Место-на-Мораві | 15км Індивідуальна | 0+1+1+0  | 45:03.3  | Кубок світу з біатлону     |
| 5   | 12 лютого 2012  | Контіолахті          | 10км Персьют       | 0+1+0+0  | 32:23.0  | Кубок світу з біатлону     |
| 6   | 8 березня 2014  | Поклюка              | 10км Персьют       | 0+0+1+1  | 32:01.08 | Кубок світу з біатлону     |
| 7   | 13 березня 2014 | Контіолахті          | 7,5км Спринт       | 0+1      | 20:36.3  | Кубок світу з біатлону     |
| 8   | 15 березня 2014 | Контіолахті          | 7,5км Спринт       | 1+0      | 20:53.6  | Кубок світу з біатлону     |
| 9   | 16 березня 2014 | Контіолахті          | 10км Персьют       | 1+0+1+0  | 30:52.01 | Кубок світу з біатлону     |
| 10  | 7 грудня 2014   | Естерсунд            | 10км Персьют       | 1+1+0+1  | 35:01.71 | Кубок світу з біатлону     |
| 11  | 12 грудня 2014  | Гохфільцен           | 7,5км Спринт       | 1+0      | 20:55.6  | Кубок світу з біатлону     |
| 12  | 14 грудня 2014  | Гохфільцен           | 10км Персьют       | 0+0+1+0  | 30:44.88 | Кубок світу з біатлону     |
| 13  | 21 грудня 2014  | Поклюка              | 12,5км Мас-старт   | 0+0+2+0  | 34:18.83 | Кубок світу з біатлону     |
| 14  | 12 лютого 2015  | Холменколлен         | 15км Індивідуальна | 0+0+0+0  | 43:54.8  | Кубок світу з біатлону     |
| 15  | 20 березня 2015 | Ханти-Мансійськ      | 7,5км Спринт       | 0+1      | 19:49.1  | Кубок світу з біатлону     |
| 16  | 6 грудня 2015   | Естерсунд            | 10км Персьют       | 1+0+1+0  | 30:45.12 | Кубок світу з біатлону     |
| 17  | 20 грудня 2015  | Поклюка              | 12,5км Мас-старт   | 1+0+0+0  | 34:40.28 | Кубок світу з біатлону     |
| 18  | 17 березня 2016 | Ханти-Мансійськ      | 7,5км Спринт       | 0+1      | 20:42.3  | Кубок світу з біатлону     |

### Другі місця
| №пп | Дата            | Місце проведення     | Дисципліна         | Стрільба | Час      | Відставання | Переможець         | Змагання                   |
| --- | --------------- | -------------------- | ------------------ | -------- | -------- | ----------- | ------------------ | -------------------------- |
| 1   | 15 грудня 2007  | Поклюка              | 7,5км Спринт       | 0+1      | 21:41.8  | +9.2        | Сандрін Байї       | Кубок світу з біатлону     |
| 2   | 24 січня 2009   | Антгольц-Антерсельва | 10км Персьют       | 0+0+0+1  | 32:52.1  | +2.3        | Анна Булигіна      | Кубок світу з біатлону     |
| 3   | 25 січня 2009   | Антгольц-Антерсельва | 12,5км Мас-старт   | 0+0+0+2  | 37:05.6  | +14.4       | Гелена Екгольм     | Кубок світу з біатлону     |
| 4   | 12 грудня 2010  | Гохфільцен           | 10км Персьют       | 0+0+0+2  | 35:49.8  | +32.0       | Гелена Екгольм     | Кубок світу з біатлону     |
| 5   | 16 грудня 2010  | Поклюка              | 15км Індивідуальна | 0+0+0+1  | 42:48.8  | +1.8        | Тура Бергер        | Кубок світу з біатлону     |
| 6   | 5 березня 2011  | Ханти-Мансійськ      | 7,5км Спринт       | 0+0      | 20:43.4  | +12.2       | Магдалена Нойнер   | Чемпіонат світу з біатлону |
| 7   | 4 грудня 2011   | Естерсунд            | 10км Персьют       | 0+1+0+1  | 34:30.1  | +33.2       | Тура Бергер        | Кубок світу з біатлону     |
| 8   | 9 грудня 2011   | Гохфільцен           | 7,5км Спринт       | 1+0      | 21:24.1  | +14.9       | Магдалена Нойнер   | Кубок світу з біатлону     |
| 9   | 19 січня 2012   | Антгольц-Антерсельва | 7,5км Спринт       | 0+0      | 20:45.2  | +17.5       | Магдалена Нойнер   | Кубок світу з біатлону     |
| 10  | 11 лютого 2012  | Контіолахті          | 7,5км Спринт       | 1+0      | 25:03.3  | +12.3       | Магдалена Нойнер   | Кубок світу з біатлону     |
| 11  | 17 березня 2012 | Ханти-Мансійськ      | 10км Персьют       | 1+1+0+0  | 33:09.3  | +24.8       | Дарія Домрачова    | Кубок світу з біатлону     |
| 12  | 7 грудня 2012   | Гохфільцен           | 7,5км Спринт       | 0+1      | 22:29.4  | +4.7        | Дарія Домрачова    | Кубок світу з біатлону     |
| 13  | 17 січня 2013   | Антгольц-Антерсельва | 7,5км Спринт       | 1+0      | 20:45.3  | +16.7       | Анастасія Кузьміна | Кубок світу з біатлону     |
| 14  | 14 грудня 2013  | Ансі                 | 7,5км Спринт       | 0+1      | 20:59.7  | +8.3        | Селіна Гаспарен    | Кубок світу з біатлону     |
| 15  | 3 січня 2014    | Обергоф              | 7,5км Спринт       | 0+2      | 23:36.5  | +29.8       | Дарія Домрачова    | Кубок світу з біатлону     |
| 16  | 4 січня 2014    | Обергоф              | 10км Персьют       | 1+0+2+0  | 34:10.4  | +34.6       | Дарія Домрачова    | Кубок світу з біатлону     |
| 17  | 9 березня 2014  | Поклюка              | 12,5км Мас-старт   | 0+1+1+0  | 36:38.62 | +22.2       | Дарія Домрачова    | Кубок світу з біатлону     |
| 18  | 4 грудня 2014   | Естерсунд            | 15км Індивідуальна | 0+1+1+0  | 47:11.5  | +27.9       | Дарія Домрачова    | Кубок світу з біатлону     |
| 19  | 20 грудня 2014  | Поклюка              | 10км Персьют       | 0+1+0+0  | 30:05.94 | +10.0       | Дарія Домрачова    | Кубок світу з біатлону     |
| 20  | 23 січня 2015   | Антгольц-Антерсельва | 7,5км Спринт       | 0+1      | 20:24.7  | +26.9       | Дарія Домрачова    | Кубок світу з біатлону     |
| 21  | 8 лютого 2015   | Нове Место-на-Мораві | 10км Персьют       | 2+0+1+1  | 35:29.18 | +6.8        | Дарія Домрачова    | Кубок світу з біатлону     |

### Треті місця
| №пп | Дата            | Місце проведення     | Дисципліна         | Стрільба | Час      | Відставання | Переможець         | Змагання                   |
| --- | --------------- | -------------------- | ------------------ | -------- | -------- | ----------- | ------------------ | -------------------------- |
| 1   | 13 січня 2008   | Рупольдінг           | 10км Персьют       | 1+0+0+0  | 34:14.1  | +30.9       | Солвейг Рогстад    | Кубок світу з біатлону     |
| 2   | 5 грудня 2009   | Естерсунд            | 7,5км Спринт       | 0+0      | 21:31.5  | +10.0       | Тура Бергер        | Кубок світу з біатлону     |
| 3   | 10 грудня 2010  | Гохфільцен           | 7,5км Спринт       | 0+1      | 25:54.4  | +23.8       | Анастасія Кузьміна | Кубок світу з біатлону     |
| 4   | 18 грудня 2010  | Поклюка              | 7,5км Спринт       | 1+0      | 23:22.2  | +17.0       | Магдалена Нойнер   | Кубок світу з біатлону     |
| 5   | 16 січня 2011   | Рупольдінг           | 10км Персьют       | 2+0+0+0  | 29:50.2  | +59.3       | Тура Бергер        | Кубок світу з біатлону     |
| 6   | 3 грудня 2011   | Естерсунд            | 7,5км Спринт       | 2+0      | 22:16.9  | +15.2       | Магдалена Нойнер   | Кубок світу з біатлону     |
| 7   | 11 березня 2012 | Рупольдінг           | 12,5км Мас-старт   | 0+0+0+1  | 35:54.3  | +12.7       | Тура Бергер        | Чемпіонат світу з біатлону |
| 8   | 18 березня 2012 | Ханти-Мансійськ      | 12,5км Мас-старт   | 2+0+1+1  | 39:34.0  | +32.6       | Дарія Домрачова    | Кубок світу з біатлону     |
| 9   | 8 грудня 2012   | Гохфільцен           | 10км Персьют       | 0+0+2+2  | 31:46.7  | +33.3       | Сюнневе Сулемдаль  | Кубок світу з біатлону     |
| 10  | 11 січня 2013   | Рупольдінг           | 7,5км Спринт       | 1+0      | 21:14.7  | + 17.5      | Міріам Гесснер     | Кубок світу з біатлону     |
| 11  | 19 січня 2013   | Антгольц-Антерсельва | 10км Персьют       | 0+0+2+2  | 31:47.2  | + 25.4      | Тура Бергер        | Кубок світу з біатлону     |
| 12  | 17 березня 2013 | Ханти-Мансійськ      | 12,5км Мас-старт   | 0+0+1+1  | 38:45.3  | + 22.9      | Габріела Соукалова | Кубок світу з біатлону     |
| 13  | 12 січня 2014   | Рупольдінг           | 10км Персьют       | 2+0+0+1  | 31:18.7  | + 38.9      | Габріела Соукалова | Кубок світу з біатлону     |
| 14  | 6 грудня 2014   | Естерсунд            | 7,5км Спринт       | 1+1      | 21:43.1  | +7.6        | Тіріл Екгофф       | Кубок світу з біатлону     |
| 15  | 24 січня 2015   | Антгольц-Антерсельва | 10км Персьют       | 2+0+1+2  | 32:27.52 | +89.0       | Дарія Домрачова    | Кубок світу з біатлону     |
| 16  | 11 березня 2015 | Контіолахті          | 15км Індивідуальна | 0+1+1+0  | 41:56.6  | +24.4       | Катерина Юрлова    | Чемпіонат світу з біатлону |
| 17  | 19 грудня 2015  | Поклюка              | 10км Персьют       | 0+0+0+1  | 31:04.12 | +55.2       | Лаура Дальмаєр     | Кубок світу з біатлону     |